# Dóra Kiskapusi
Dóra Kiskapusi (18 de febrero de 1982) es una deportista húngara que compite en esgrima (desde el año 2016 bajo la bandera de España), especialista en la modalidad de espada. Ganó una medalla de plata en el Campeonato Europeo de Esgrima de 2004, en la prueba por equipos.

## Palmarés internacional
| Representando a Hungría |                        |                  |                    |
| Campeonato Europeo      |                        |                  |                    |
| Año                     | Lugar                  | Medalla          | Prueba             |
| 2004                    | Copenhague (Dinamarca) | Medalla de plata | Espada por equipos |